# Цирник (Брежице)
Цирник (словен. Cirnik) — поселення в общині Брежиці, Споднєпосавський регіон, Словенія. Висота над рівнем моря: 353,5 м.